# Rathaus Heimersheim (Alzey)

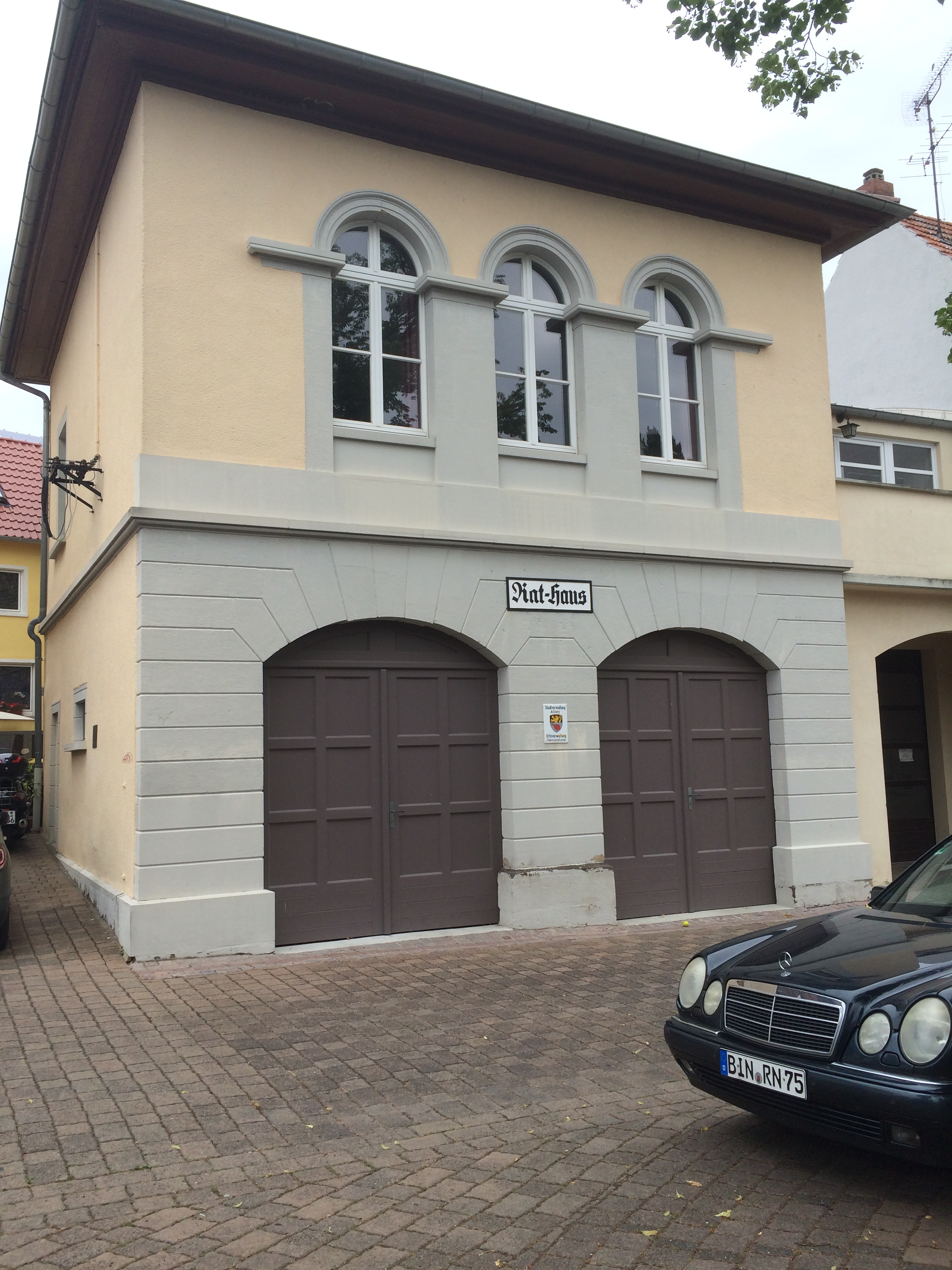
Ehemaliges Rathaus in Heimersheim

Das Rathaus in Heimersheim, einem Stadtteil von Alzey im Landkreis Alzey-Worms in Rheinland-Pfalz, wurde 1839/40 errichtet. Das ehemalige Rathaus mit der Adresse Freier Platz 12 ist ein geschütztes Kulturdenkmal.
Der klassizistische Walmdachbau wurde nach Plänen des Architekten und Kreisbaumeisters Peter Wetter errichtet. Der zweigeschossige Massivbau mit Gesimsgliederung hat straßenseitig zwei Stichbogentore und im Obergeschoss drei Rundbogenfenster.